# Calpurnia (plante)
Pour les articles homonymes, voir Calpurnia.
Genre
Calpurnia est un genre de plantes à fleurs dicotylédones de la famille des Fabaceae, sous-famille des Faboideae, originaire d'Afrique et d'Asie, qui comprend sept espèces acceptées.

## Liste d'espèces
Selon The Plant List (10 novembre 2018) :
- Calpurnia aurea (Aiton) Benth.
- Calpurnia capensis (Burm.f.) Druce
- Calpurnia glabrata Brummitt
- Calpurnia robinioides (DC.) E.Mey.
- Calpurnia sericea Harv.
- Calpurnia villosa Harv.
- Calpurnia woodii Schinz